# Баговська
Ба́говська — станиця в Мостовському районі Краснодарського краю. Центр Баговського сільського поселення.
Населення — 2,2 тис. мешканців (2002).
Станиця розташована в верхів'ях річки Ходзь, у гірсько-лісовій зоні краю, в 29 км південно-західніше селища Мостовський (35 км дорогою). Оточена широколистими лісами (дуб, граб, бук). В околицях — дольмени.
Станицю засновано у 1862, під час Кавказької війни. Входила в Майкопський відділ Кубанської області.